# 如月群真
如月 群真（きさらぎ ぐんま）は、日本の漫画家。成人向け漫画雑誌で活動する。群馬県出身、東京都在住。
コアマガジン主催の第6回コミメガ大賞で『染めろ！ 転校生』が佳作受賞、『コミックメガストア』2004年2月号に掲載され商業誌デビューを果たす。2006年6月、初の単行本『Love Selection』が出版された。
同人誌では発行「G's studio」、著者「gumma」として活動。

## エピソード
- 2010年5月に「如月が乱交ゲームの“発明者”である」とするデマ記事が、台湾のWebニュースサイトに掲載された[4]。これは完全なデマであったが、記事では該当イラスト（モザイク処理あり）と共に、如月の経歴も掲載されている。

## 作品リスト

### 単行本
成人向け
1. 『Love Selection』 2006年7月3日初版発行（2006年6月19日発売[5]）、コアマガジン〈メガストアコミックス085〉、ISBN 4-86252-010-3
2. 『ギリギリ♥Sisters』 2007年9月1日初版発行（2007年8月18日発売[6]）、コアマガジン〈メガストアコミックス138〉、ISBN 978-4-86252-228-3
3. 『舞FAVORITE』 2009年5月9日初版発行（2009年4月25日発売[5]）、コアマガジン〈メガストアコミックス216〉、ISBN 978-4-86252-597-0
4. 『Sweethearts』 2011年5月9日初版発行（2011年4月25日発売[5]）、コアマガジン〈メガストアコミックス300〉、ISBN 978-4-86436-045-6
5. 『常春荘へようこそ』[7] 2013年8月8日発売[8]、ワニマガジン社〈ワニマガジンコミックススペシャル〉、ISBN 978-4-86269-262-7
6. 『好きになったら一直線！』[9] 2015年5月20日発売[10]、ワニマガジン社〈ワニマガジンコミックススペシャル〉、ISBN 978-4-86269-366-2

一般向け
- 『恋愛志向生徒会』 秋田書店『別冊ヤングチャンピオン』 2017年9月号 - 連載中、〈ヤングチャンピオンコミックス〉、既刊8巻（2024年7月19日現在）
  1. 2018年6月20日発売[11]、ISBN 978-4-253-14224-3
  2. 2019年2月20日発売[12]、ISBN 978-4-253-14225-0
  3. 2019年12月20日発売[13]、ISBN 978-4-253-14226-7
  4. 2020年10月20日発売[14]、ISBN 978-4-253-14227-4
  5. 2021年7月19日発売[15]、ISBN 978-4-253-14228-1
  6. 2022年5月19日発売[16]、ISBN 978-4-253-14229-8
  7. 2023年6月20日発売[17]、ISBN 978-4-253-14230-4
  8. 2024年7月19日発売[18]、ISBN 978-4-253-31278-3

### 単行本未収録作品
- 「アイドルの創り方」 （コミックメガストア 2004年4月号）[19]
- 「公約厳守」 （コミックメガストアH 2004年5月号）[20]
- 「告白 HEAT UP」 （COMIC SIGMA vol.23、2008年7月）[21]
- 「Help me！ 美咲さん ～僕の美咲さん編～」 （コミックホットミルク 2011年2月号）[22]
- 「続・好奇心が止まらない」 （コミックホットミルク 2016年8月号）[23]
- 「生徒交換ノススメ」 （コミックエグゼ 14、2018年7月）[24]

### アンソロジー参加
- 『アマガミ - Various Artists -』 （2009年8月26日発売、エンターブレイン） - 短編漫画（絢辻詞）
- 『アマガミ - Various Artists - 2』 （2009年12月25日発売、エンターブレイン） - 短編漫画（桜井梨穂子）
- 『アマガミ - Various Artists - 3』 （2010年4月24日発売、エンターブレイン、） - 口絵（中多紗江）
- 『アマガミ - Various Artists - 4』 （2010年8月25日発売、エンターブレイン） - 短編漫画（中多紗江）
- 『アマガミ - Various Artists - 0』 （2011年3月31日配布、エンターブレイン） - 短編漫画（絢辻詞） ※PS2/PSP用ゲーム『エビコレ＋ アマガミ』の数量限定特典漫画本（非売品）
- 『アマガミ - Various Artists - 6』 （2012年2月25日発売、エンターブレイン） - 短編漫画（棚町薫）

### 同人誌
※「G's studio」名義
- 「OJOH -kokuhaku-」 （コミケ64、2003年8月）
- 「PRIVATE STRAWBERRY」 （コミケ65、2003年12月）
- 「STRAWBERRY PANIC」 （コミケ66、2004年8月）
- 「STRAWBERRY PANIC 2」 （コミケ67、2004年12月）
- 「KOZUE PANIC」 （コミケ68、2005年8月）
- 「IORI」 （コミケ69、2005年12月）
- 「Experiment 1」 （コミケ70、2006年8月）
- 「STRAWBERRY PANIC 3」 （コミケ71、2006年12月）
- 「ERIKO」 （コミケ72、2007年8月）
- 「YUUMI」 （コミケ74、2008年8月）
- 「TETEO」 （コミケ76、2009年8月）
- 「SAE-BON」 （コミケ78、2010年8月）
- 「Dream Paradise」 （コミケ80、2011年8月）
- 「聖天使☆EVOLUTION」 （コミケ82、2012年8月）
- 「AMAGAMI ～HAREM ROOT」 （コミケ86、2014年8月）

### DVD
- 『Love Selection～THE ANIMATION～』[25] ピンクパイナップル
  - Select.1「Love Selection」 2008年8月29日発売[26]
  - Select.2「Favorite Menu」  2008年11月28日発売[27]